# Ruch Islandzki – Żywa Ziemia
Ruch Islandzki – Żywa Ziemia (isl. Íslandshreyfingin – lifandi land) – islandzka efemeryczna partia polityczna o profilu zielono-liberalnym, istniejąca 2007–2009.  Założona przed wyborami parlamentarnymi 12 maja 2007, w których nie przekroczyła niedawno wprowadzonego 5-procentowego progu wyborczego (zdobyła 3,3% głosów), więc nie zdobyła ani jednego mandatu. Według obowiązującej wcześniej ordynacji miałaby troje posłów w Althingu.
Liderem partii był dziennikarz i ekolog Ómar Ragnarsson.
W marcu 2009 Ruch Islandzki zjednoczył się z socjaldemokratycznym Sojuszem i przestał istnieć jako samodzielny podmiot.